# 钌-106
釕-106（106Ru）是過渡金屬釕半衰期最長的放射性同位素。這種同位素在地球上並不會自然存在。

## 放射性汙染
- 2017年9月，估計有100至300 TBq（0.3至1克）的106Ru被洩漏到俄羅斯，可能發生在烏拉爾地區。在排除了來自重返大氣層衛星的釋放的可能性後，研究人員得出結論，釋放源要么來自核燃料循環設施，要么來自放射源生產。在法國，空氣中的測得濃度高達 0.036mBq/m3。據估計，在洩漏地點周圍數十公里的範圍內，非乳製品食品的濃度可能會超過限值。[1][2]